# Phù Lưu, Ứng Hòa
Phù Lưu là một xã thuộc huyện Ứng Hòa, thành phố Hà Nội, Việt Nam.
Xã Phù Lưu có diện tích 4,69 km², dân số năm 1999 là 4965 người, mật độ dân số đạt 1059 người/km².